# Túa Blesa
José Ángel Blesa Lalinde, més conegut com a Túa Blesa, (Saragossa, 1950) és un cantant, guitarrista, escriptor, crític literari, professor i catedràtic de Teoria de la literatura i Literatura comparada de la Universitat de Saragossa. És autor dels llibres "Scriptor ludens", "Leopoldo María Panero, el último poeta", "Gimferrerías", entre d'altres. És un dels estudiosos i revisors de l'obra del poeta Leopoldo María Panero més importants. Forma part del grup de rock "Doctor Túa y Los Graduados".